# Piotr Maubant
Pierre Philibert Maubant, 피에르 필리베르 모방 (ur. 20 września 1803 w Vassy we Francji – zm. 21 września 1839 w Saenamteo w Korei) – ksiądz katolicki, misjonarz, męczennik, święty Kościoła katolickiego.

## Życiorys
Pierre Maubant jeszcze przed przyjęciem święceń kapłańskich wstąpił do Paryskiego Stowarzyszenia Misji Zagranicznych (Missions Étrangères de Paris) w 1831. Jako misjonarz został wysłany do Chin, a następnie udał się do Korei. Był pierwszym francuskim misjonarzem w Korei. Uważał, że konieczne jest, aby księżmi zostali również Koreańczycy i w związku z tym w końcu 1836 wytypował 3 młodzieńców na seminarzystów (Franciszka Ksawerego Choe Pangaje, Andrzeja Kim Tae-gŏn i Tomasza Choe Yangeop). Uczył ich łaciny, a potem wysłał do Makau, gdzie dotarli po 8 miesiącach podróży. Obecność zagranicznych misjonarzy w Korei stała się wiadoma władzom. Aresztowano i torturowano wielu katolików, żeby wydali gdzie znajdują się misjonarze. Biskup Imbert uważał, że będzie lepiej żeby misjonarze sami się ujawnili, bo uważał, że wtedy wierni zostaną pozostawieni w spokoju. W związku z tym poprosił Maubanta i Chastana, żeby się ujawnili, co oni też uczynili. Zostali ścięci w Saenamteo 21 września 1839.

## Dzień obchodów
20 września (w grupie 103 męczenników koreańskich).

## Proces beatyfikacyjny i kanonizacyjny
Beatyfikowany 5 lipca 1925 przez papieża Piusa XI, kanonizowany 6 maja 1984 przez Jana Pawła II w grupie 103 męczenników koreańskich.